# Судоплатов, Юрий Викторович
Юрий Викторович Судоплатов (4 марта 1937 — 28 января 2019, Новосибирск) — советский хоккеист, нападающий, тренер, арбитр. Первый капитан хоккейного клуба «Сибирь». Мастер спорта СССР.

## Биография
В 1956 году в составе команды Новосибирска стал бронзовым призёром первенства СССР среди юношей и был включён в состав юношеской сборной СССР. В сезоне 1956/57 играл в чемпионате РСФСР за новосибирские клубы «Буревестник» и «Крылья Советов». В составе «Крыльев Советов» стал чемпионом РСФСР.
С 1957 годы выступал в соревнованиях мастеров за новосибирские клубы «Динамо» и «Сибирь» в высшей и первой лигах чемпионата СССР. В высшей лиге сыграл более 100 матчей и забросил 50 шайб. В 1962 году стал первым капитаном вновь созданного клуба «Сибирь». Завершил игровую карьеру в 1966 году.
В 1982—1984 и 1991—1992 годах входил в тренерский штаб «Сибири», также работал тренером в ледовом дворце «Сибирь». Кроме того, был хоккейным арбитром, судил матчи высшей лиги.
Скончался в Новосибирске 28 января 2019 года на 82-м году жизни. Похоронен на Заельцовском кладбище (квартал 17).

## Личная жизнь
Брат Дмитрий (род. 1941) тоже был хоккеистом и тренером.
Двое сыновей: старший сын Судоплатов Сергей Юрьевич, младший сын Судоплатов Александр Юрьевич (погиб)
Внуки: Судоплатов Михаил Сергеевич (1987 г.р.), Судоплатова Александра Сергеевна (1989 г.р.)